# Acanthus gaed
Acanthus gaed är en akantusväxtart som beskrevs av Gustav Lindau. Acanthus gaed ingår i släktet akantusar, och familjen akantusväxter. Inga underarter finns listade i Catalogue of Life.